# バウンド
『バウンド』（原題：Bound）は、1996年のアメリカ映画。クライムサスペンス映画である。後に『マトリックス』シリーズを監督するリリー・ウォシャウスキー、ラナ・ウォシャウスキー（ウォシャウスキーシスターズ）の初監督作品に当たるフィルムノワール。本作はマトリックスの制作に向けたプレゼンテーション（実力の証明としてスポンサーに提示する映像）も兼ねていた。

## あらすじ
5年の服役を終えたレズビアンの女泥棒コーキーは、マフィアの伝手でアパートの一室を改装する仕事に就く。隣の部屋で暮らすのは、マフィアのシーザーとその恋人ヴァイオレット。コーキーとヴァイオレットはお互いに惹かれあうようになり関係を持つ。
ある日、シーザーとの生活に耐えられなくなったヴァイオレットは、シーザーが預かっている200万ドルを持ち逃げしようとコーキーに持ちかけ、コーキーは完璧な計画を立てる。

## キャスト
| 役名           | 俳優                        | 日本語吹き替え | 日本語吹き替え | 日本語吹き替え |
| 役名           | 俳優                        | ソフト版       | テレビ東京版   |                |
| -------------- | --------------------------- | -------------- | -------------- | -------------- |
| ヴァイオレット | ジェニファー・ティリー      | 水谷優子       | 田中敦子       |                |
| コーキー       | ジーナ・ガーション          | 勝生真沙子     | 塩田朋子       |                |
| シーザー       | ジョー・パントリアーノ      | 江原正士       | 古川登志夫     |                |
| ミッキー       | ジョン・P・ライアン         | 有本欽隆       | 堀勝之祐       |                |
| ジョニー       | クリストファー・メローニ    | 藤原啓治       | 岩崎ひろし     |                |
| ジーノ         | リチャード・C・サラフィアン | 小山武宏       | 森山周一郎     |                |
| ロウ           | ピーター・スペロス          |                |                |                |
| シェリー       | バリー・キヴェル            | 田原アルノ     |                |                |

- テレビ東京版：2001年7月12日放送『木曜洋画劇場』